# Bleu d'Auvergne
Bleu d'Auvergne je sýr, který pochází z Francie, a je obdobou sýra Roquefort. 

## Charakteristika
Vyrábí se z kravského mléka. Tento sýr se nechává zrát ve vlhčích sklepech a je propíchán jehlicemi. Má hutné a smetanové složení s občasnými dírami a zelenomodrými žilkami. Obsah tuku se pohybuje mezi 45 a 50 % a zraje asi 3 měsíce. Chuť je jemně pikantní a hodí se k bílým vínům. 